# Zhiqinita
La zhiqinita és un mineral de la classe dels elements natius. Rep el nom en honor de Xu Zhiqin (n. 1941, Xangai, Xina), geòloga. Va ser vicedegana de l'Acadèmia Xinesa de Ciències Geològiques i directora de l'Institut de Geologia. El 1995 va ser elegida acadèmica de l'Acadèmia Xinesa de les Ciències.

## Característiques
La zhiqinita és un silicur de fórmula química TiSi₂. Va ser aprovada com a espècie vàlida per l'Associació Mineralògica Internacional l'any 2020. Cristal·litza en el sistema ortoròmbic. És químicament similar a la kangjinlaïta i, fins a cert punt, a la wenjiïta.
L'exemplar que va servir per a determinar l'espècie, el que es coneix com a material tipus, es troba conservat a la col·lecció mineralògica del Museu Geològic de la Xina, a Beijing (República Popular de la Xina), amb el número de catàleg: m13817.

## Formació i jaciments
Va ser descoberta a la República Popular de la Xina, concretament al dipòsit de crom de Kangjinla, a l'ofiolita de Luobusha, dins el comtat de Qusum (prefectura de Shannan, Tibet), sent una de les múltiples fases d'un esferoide de 20 µm. Els grans tenen principalment entre 1 i 2 µm de longitud i són majoritàriament tabulars. Aquest indret xinès és l'únic a tot el planeta on ha estat descrita aquesta espècie mineral.